# 沙特尔 (多尔多涅省)
沙特尔（法語：Châtres，法語發音：[ʃatʁ] ⓘ）是法国多尔多涅省的一个市镇，属于萨拉拉卡内达区。

## 地理
沙特尔（45°11'12"N, 1°12'14"E）面积12.2 平方千米，位于法国新阿基坦大区多爾多涅省，该省份为法国西南部内陆省份，是法國本土面积第三大的省，大致对应佩里戈尔地区，北起顺时针与夏朗德省、上维埃纳省、科雷兹省、洛特省、洛特-加龙省、吉倫特省和滨海夏朗德省接壤。
与沙特尔接壤的市镇（或旧市镇、城区）包括：巴德福勒当斯、佩里尼亚克、拉沙佩勒圣让、纳亚克、维拉克、圣拉比耶。

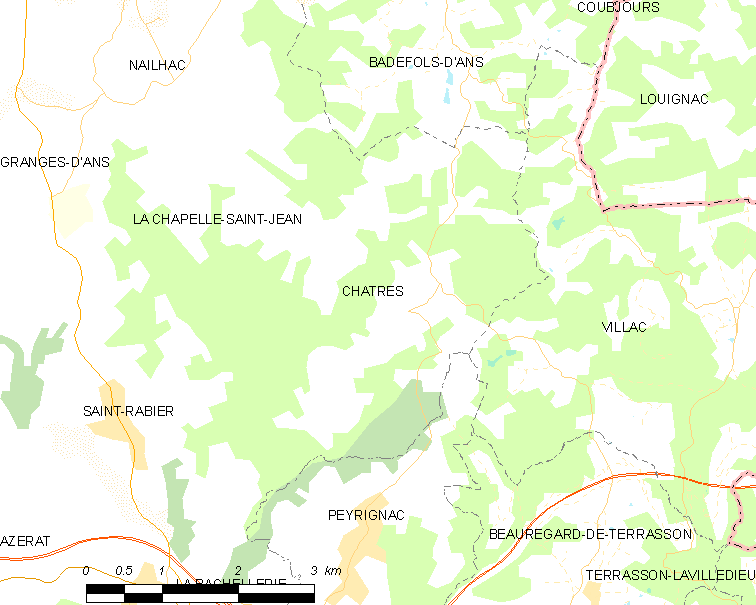
的OSM定位图

沙特尔的时区为UTC+01:00、UTC+02:00（夏令时）。

## 行政
沙特尔的邮政编码为24120，INSEE市镇编码为24116。

## 政治
沙特尔所属的省级选区为上黑色佩里戈尔县。

## 人口

1962-2008年间人口变化图示

沙特尔于2022年1月1日时的人口数量为181人。